# Wilsberg: Ein Detektiv und Gentleman

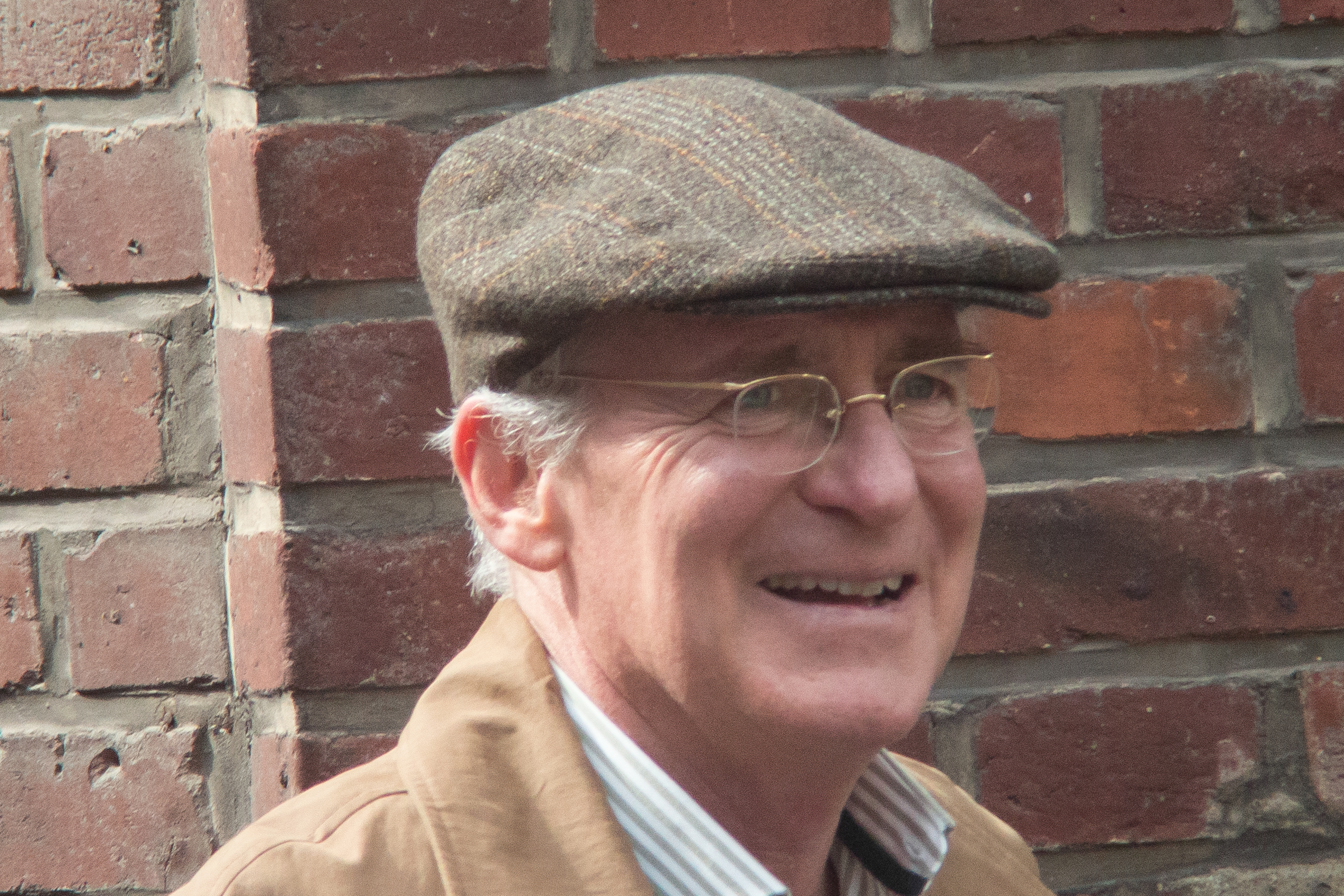
August Zirner spielt John Cross (Foto von den Dreharbeiten 2022)

Ein Detektiv und Gentleman ist die 80. Folge der Fernsehfilmreihe Wilsberg. Die Folge ist seit dem 6. Januar 2024 in der ZDFmediathek verfügbar und wurde am 13. Januar 2024 im Samstagabendprogramm des ZDF erstausgestrahlt.

## Handlung
Als Anna Springer Georg Wilsberg in dessen Antiquariat besucht, fragt der Brite John Cross nach einem Buch und gibt sich Anna gegenüber äußerst charmant, was Georg sichtlich missfällt. Anna wird zu einem Tatort gerufen, ein Taxifahrer ist an einer früheren Kaserne erschossen worden, und Georg fährt sie hin. Sie treffen dort erneut auf Cross, der die Kaserne besucht, in der er früher stationiert war. Für Overbeck steht fest, dass Cross in den Fall verwickelt sein muss. In der Kaserne arbeitet Anwältin Tessa Tilker gemeinsam mit der Historikerin Cornelia Kaiser an die Umwandlung des Areals für die zivile Nutzung. Als Cross Tessa trifft, möchte er sie aus irgendeinem Grund näher kennenlernen. Tessa bittet Georg, dem nachzugehen.
In Gesprächen kommt heraus, dass Cross Tessas Vater aus der Zeit kannte, in der beide Soldaten der britischen Armee waren. Tessas Vater war damals bei einem nicht aufgeklärten Autounfall ums Leben gekommen, Cross vermutet einen Anschlag der IRA, da beide damals gegen diese kämpften. Bei einem Einsatz wurde ein IRA-Kämpfer getötet und Geld der IRA gestohlen. Tessa möchte unbedingt wissen, was damals passiert ist, und motiviert Georg und Cross gemeinsam zu ermitteln.
Ins Visier gerät der Bauunternehmer Mark Randlitz, der bereits früher durch kostensparenden Pfusch bei Bauvorhaben aufgefallen ist. Da sich herausstellt, dass der Taxifahrer Information darüber hatte, könnte dies den Unternehmer erpresst haben und ihm zum Opfer gefallen sein. Allerdings hat dieser ein wasserdichtes Alibi. Der Taxifahrer hingegen scheint nicht derjenige gewesen zu sein, der er vorgab. Als Cross sich das Opfer ansieht, erkennt er in ihm Sergeant James Bruford. Bruford hatte in dem Einsatz den IRA-Mann erschossen und später seinen Wagen an Tessas Vater verkauft, dieser könnte somit aufgrund einer Verwechslung zum Opfer geworden sein.
Cross besucht Tessa noch einmal in der Kaserne und beide finden eine Taxiquittung des Ermordeten, ausgestellt an Cornelia Kaiser, woraufhin diese beide mit einer Waffe bedroht. Zur gleichen Zeit sichten Georg, Anna und Overbeck im Revier noch einmal die Kameraaufnahmen vom Bahnhof, an dem die Taxifahrt losging. Sie erkennen hier Cornelia Kaiser und fahren zur Kaserne, wo es ihnen gelingt, sie zu überwältigen. Es stellt sich heraus, dass sie die Freundin des IRA-Kämpfers war und den Wagen von Tessas Vater abgedrängt hat, da sie eigentlich Bruford töten wollte. Als sie Bruford vor einiger Zeit im Lokalfernsehen entdeckt hatte, konnte sie ihren damaligen Plan, Bruford zu töten, in die Tat umsetzen.

## Produktion
Die Dreharbeiten fanden in der Zeit vom 15. März 2022 bis zum 18. Mai 2022 in Nordrhein-Westfalen statt. Als Drehorte dienten das frühere Offizierskasino im York-Quartier im Münsteraner Stadtteil Gremmendorf sowie das Mannschaftsgebäude der früheren Kaserne im Oxford-Quartier in Gievenbeck.
Ursprünglich war als Darsteller für den Historiker John Cross John Nettles fest eingeplant (wie Leonard Lansink in der TV Hören und Sehen bekannt gab). Nettles war auch zugeneigt, die Rolle zu übernehmen, durch die COVID-19-Pandemie kam es jedoch zu Verzögerungen. Nachdem John Nettles in der Zwischenzeit seinen Abschied von der Schauspielerei bekannt gegeben hatte, kam es zu Lansinks Bedauern nicht zu diesem Gastspiel.
Der Running Gag Bielefeld kommt am Ende in der 87. Minute, als John Cross sagt, dass er vor der Abreise nach England noch ein paar Tage in Bielefeld verbringen möchte.
Am Ende und im Abspann der Episode ist der Titel Help! von den Beatles aus dem Jahr 1965 zu hören.

## Rezeption

### Kritik
In der TV Spielfilm erhält der Wilsbergkrimi einen Daumen nach oben und bezeichnet die Hinzunahme von August Zirner als Historiker Cross als „Charming Sidekick für Grummel Wilsberg — well done!“
Tilmann P. Gangloff gibt dem Film bei tittelbach.tv insgesamt 4 von 6 möglichen Sternen. 
Der Krimi sei durch die immer undurchschaubarer werdende Handlung sowie durch das schauspielerische Kräftemessen von Lansink und Zirner sehenswert, auch wenn der Nebenstrang mit Ekki etwas konstruiert wirke. Das detailfreudige Drehbuch zeuge von Raffinesse, Bildgestaltung und Inszenierung seien solide.
Oliver Armknecht vergibt dem Film in seiner Besprechung bei film-rezensionen.de insgesamt nur 4 von 10 Punkten. Der Kritiker bezeichnet die erste folge des Jahres 2024 als mäßig, wobei man dem Film zugutehalten könne, die gewohnten Pfade zu verlassen und mit dem Historiker Cross eine neue Figur neben den „Alteingesessenen“ einzuführen. Gemeinsam mit Wilsberg mache dieser sich auf die Suche nach dem Täter und streiten darüber „wer von ihnen Holmes und wer Watson ist.“ Das Ergebnis sei aber weniger lustig als vielmehr nervig. Der Plot sei sehr konstruiert,
„das Sammelsurium aus britischen Elementen […] ebenso unbeholfen zusammengerührt“ und die Figuren machten nicht mehr als sonst auch. Insgesamt krisele die Reihe.

### Einschaltquoten
Die Erstausstrahlung des Films am 13. Januar 2024 im ZDF sahen in Deutschland 6,58 Millionen Zuschauer, was einem Marktanteil von 25,6 % für den Sender entsprach.